# Adoretus interruptus
Adoretus interruptus är en skalbaggsart som beskrevs av Eugène Benderitter 1921. 
Adoretus interruptus ingår i släktet Adoretus och familjen Rutelidae. Inga underarter finns listade i Catalogue of Life.